# Edo-rating
Edo-rating is een schaakrating-methode waarin het niveau van schaakspelers van voor de uitvinding van de Elo-rating in kaart gebracht wordt. Edo is voor het eerst in 2004 voorgesteld en wordt sindsdien steeds meer gebruikt om het spelniveau van schakers uit verschillende tijdperken te vergelijken.